# Erland Långström
Erland Samuel Långström, född 28 september 1880 i Göteborgs domkyrkoförsamling, död 19 oktober 1948 i Göteborgs Johannebergs församling
, var en svensk tullinspektör och genealog.
Långström utförde ett mycket omfattande genealogiskt forskningsarbete rörande personer och släkter verksamma i Göteborg. 1926 gav han ut Göteborgs stads borgarelängd 1621–1864. Han forskade även om byggnaders och tomters historia. Han var suppleant, senare ledamot, i Göteborgs gatunamnsberedning.
Långströmsgatan i stadsdelen Kyrkbyn uppkallades till minne av Långström år 1954.